# فرودگاه هالمستاد
فرودگاه هالمستاد (به انگلیسی: Halmstad Airport) یک فرودگاه همگانی مسافربری با کد یاتا HAD است که یک باند فرود آسفالت دارد و طول باند آن ۲۲۶۸ متر است. این فرودگاه در شهر هالمستاد کشور سوئد قرار دارد و در ارتفاع ۳۷۶ متری از سطح دریا واقع شده‌است.

## شرکت‌های هواپیمایی و مقصدهای پروازی
| شرکت‌های هواپیمایی               | مقصدهای پروازی              |
| ------------------------------- | --------------------------- |
| BRA Braathens Regional Airlines | استکهلم-بروما               |
| Evelop Airlines                 | چارتر فصلی: پالما د مایورکا |
| فری‌برد ایرلاینز                 | چارتر فصلی: آنتالیا         |
| جت تایم                         | چارتر فصلی: گرن کناریا      |